# Horaga asakurai
Horaga asakurai är en fjärilsart som beskrevs av Nire 1920. Horaga asakurai ingår i släktet Horaga och familjen juvelvingar. Inga underarter finns listade i Catalogue of Life.